# Villanueva del Pardillo
Villanueva del Pardillo é um município da Espanha, na província e comunidade autônoma de Madrid. Tem 25,35 km² de área e em 2021 tinha 17 310 habitantes (densidade: 682,8 hab./km²). Limita com os municípios de Colmenarejo, Galapagar, Majadahonda, Las Rozas de Madrid, Valdemorillo e Villanueva de la Cañada.